# Celestial: Versão Brasil
Celestial: Versão Brasil (também conhecido como Celestial: Versão Português) é o terceiro álbum de estúdio em língua portuguesa do grupo mexicano RBD e sexto no geral, lançado em 4 de dezembro de 2006 pela gravadora EMI Music.
O álbum é a versão em português do terceiro disco de estúdio em espanhol da banda, intitulado Celestial (2006), contendo 8 faixas em português e 3 faixas bônus em espanhol em novas versões.

## Antecedentes
Com o fim da telenovela Rebelde no México em junho de 2006, em que o grupo pop mexicano RBD surgiu, os integrantes continuaram em carreira musical devido ao grande sucesso da banda no México e varios outros países. Assim, como em anteriores edições brasileiras de álbuns de estúdio do grupo – Rebelde: Edição Brasil (2005) e Nosso Amor Rebelde (2006) –, as faixas que formam a tracklist do álbum original Celestial foram traduzidas e adaptadas por Cláudio Rabello, e dirigido por Pedro Damián.

## Produção e desenvolvimento
Durante a Tour Generación RBD (no Brasil denominada Tour Brasil 2006), o grupo estava se adaptando para o repertório da turnê em português. Logo após, anunciaram que iriam gravar a edição brasileira em português do álbum Celestial. O integrante do grupo mexicano, Alfonso Herrera, revelou que "cantar em português doí", enquanto treinava para a turnê no idioma.
Como tinham feito nos dois últimos anos, o grupo re-gravou seu último álbum de estúdio no momento em português. Mas, desta vez, foi diferente, porque a gravação e promoção inicial de Celestial foram feitas no Brasil. Também diferente de edições anteriores, as canções espanholas incluídas no álbum foram regravadas, ligeiramente alteradas.
Foi o primeiro e único disco do grupo que foi gravado no Brasil. O disco foi gravado entre setembro e outubro de 2006 em estúdios de Manaus e São Paulo.

## Divulgação

### Singles
"Ser Ou Parecer" foi lançado como único single oficial do álbum em 20 de setembro de 2006, e se tornou o último single promocional do RBD em português. O single foi lançado apenas nas rádios para divulgar as duas versões de Celestial no Brasil. "Beija-me Sem Medo" foi planejado para ser enviado também às rádios brasileiras para servir como segundo single do álbum, mas acabou sendo cancelado.

## Faixas
| N.º | Título              | Compositor(es)                           | Produtor(es)  | Duração |  |
| 1.  | "Ser Ou Parecer"    | Armando Ávila Cláudio Rabello            | Armando Ávila | 3:33    |  |
| 2.  | "Celestial"         | Carlos Lara Pedro Damián Rabello         | Carlos Lara   | 3:27    |  |
| 3.  | "Talvez Depois"     | Rick Nowels Kara DioGuardi Rabello       | Ávila         | 3:06    |  |
| 4.  | "Me Dar"            | Lara Rabello                             | Lara          | 4:01    |  |
| 5.  | "Me Cansei"         | Gabriel Esle Carolina Rosas Rabello      | Ávila         | 2:40    |  |
| 6.  | "Sua Doce Voz"      | Patrick Berger DioGuardi Rabello         | Ávila         | 3:18    |  |
| 7.  | "Beija-Me Sem Medo" | Chico Bennett John Ingoldsby Rabello     | Lara          | 3:20    |  |
| 8.  | "Quem Sabe"         | Ángel Reyero Ávila Michkin Boyzo Rabello | Ávila         | 3:35    |  |

| Celestial: Versão Brasil – Faixas bônus |                                    |                                              |                |         |  |
| N.º                                     | Título                             | Compositor(es)                               | Produtor(es)   | Duração |  |
| 9.                                      | "Es Por Amor" (Versão masterizada) | Sandra Baylac Cachorro López Sebastián Schon | Lara           | 3:16    |  |
| 10.                                     | "Aburrida Y Sola" (Nova versão)    | Lara                                         | Lara           | 3:52    |  |
| 11.                                     | "Algún Día" (Nova versão)          | Lara                                         | Lara           | 4:06    |  |
| Duração total:                          | Duração total:                     | Duração total:                               | Duração total: | 37:52   |  |

## Histórico de lançamento
| País   | Data                  | Formato             | Gravadora |
| ------ | --------------------- | ------------------- | --------- |
| Brasil | 4 de dezembro de 2006 | CD Download digital | EMI       |